# Simon Leupold
Simon Leupold (auch: Leutholf; * 1517 in Prettin; † um 1578 in Güstrow) war ein mecklenburgischer Staatsmann.

## Leben
Leupold besuchte zunächst die Schule seiner Heimatstadt und 1530 jene in Torgau. 1531 immatrikulierte er sich an der Universität Wittenberg. Vornehmlich durch Philipp Melanchthon gefördert, erwarb er am 8. Januar 1534 den Grad eines Baccalaureus und am 29. August 1536 den eines Magisters der Philosophie. Nachdem er auch Martin Luther „mit Ernst und Eifer“ gehört hatte, hielt er in Wittenberg als Magister Vorlesungen und ging 1538 als Hauslehrer nach Ankershagen.
1539 trat er als Sekretär in die Dienste Herzog Heinrich V. und Albrecht VII. von Mecklenburg. In Mecklenburg beteiligte er sich an der Unterstützung der Reformation, war 1540 an der Verbreitung des plattdeutschen Neuen Testaments von Ludwig Dietz beteiligt und war bei der Einführung der neuen Kirchenordnung aktiv. Dies zog nach sich, dass er sich an der ersten evangelischen Kirchenvisitation 1541 beteiligte. 1542 wurde er Kanoniker des Domkapitels Rostock, damit verbunden Pfarrer in Warnemünde und an der St. Nikolaikirche.
Für seinen Dienstherrn übernahm er verschiedene Geschäfte in Speyer und Leipzig. 1552 wurde er in Güstrow tätig, verfasste das Testament seines Dienstherrn und war an der Umgestaltung des dortigen Schulwesens tätig. Auch für dessen Nachfolger Johann Albrecht I. von Mecklenburg war er als Sekretär tätig, wurde von diesem zu Gesandtschaften in Lübeck, Hamburg, Lüneburg und Kopenhagen verwendet, um die Wahl Christoph von Mecklenburgs zum Administrator von Ratzeburg und Koadjutor des Stifts Riga zu fördern.
Nachdem er 1557 auch an den Visitationen der Universität Rostock teilgenommen hatte, wurde er zum lebenslangen herzoglichen Sekretär von Hause aus befördert. 1564 richtete man ihm an der Universität Rostock eine Buchdruckerei ein und er übernahm am Palmsonntag 1565 den Verlag.
1573 legte er seine Ämter nieder, zog sich familiär nach Güstrow zurück, wo er als Ratsherr verstarb.

## Familie
Leupold heiratete 1546 in erster Ehe Anna († 1563), die Tochter des Güstrower Stadtvoigts Jacob Bugner. Seine zweite Ehe ging er 1564 mit Elisabeth Netzband († 1565) ein. Eine dritte Ehe folgte 1566 mit Katherine Kolinger aus Hamburg, die ebenfalls früh verstarb. Daher vermählte er sich 1572 ein viertes Mal mit der adligen Sophie, Tochter des Lehnmannes Henning Kröplin auf Uphal bei Güstrow. Von seinen Kindern sind bekannt:
1. Christine † 1556
2. Anna verh. Ostern 1570 Marquard Glazow, Ratsherr in Güstrow
3. Christian * Dezember 1548
4. Johannes
5. Sebastian, war Notar, betrieb 1602/03 eine Gastwirtschaft in Güstrow
6. Dorothea verh. mit Albrecht Hinken
7. Heinrich, lebte in Hamburg